# جاده ئی۴۲۲ اروپا

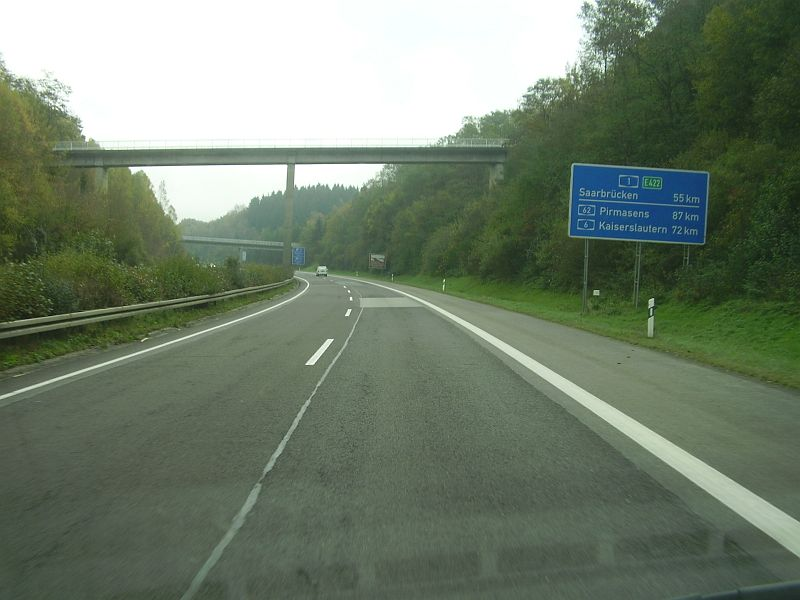

جاده ئی۴۲۲ اروپا (به انگلیسی: European route E422) یکی از جاده‌های درجه ۲ قاره اروپا است.
این جاده که در کشور آلمان قرار دارد از شهر تری‌یر شروع شده و در شهر زاربروکن به پایان می‌رسد.